# Liste der Nummer-eins-Hits in Italien (2023)
Diese Liste der Nummer-eins-Hits in Italien basiert auf den offiziellen Chartlisten der Federazione Industria Musicale Italiana (FIMI), der italienischen Landesgruppe der IFPI, im Jahr 2023. Berücksichtigt werden die Album- und die Singlecharts.

## Singles
| ← 2022 ← | Liste der Nummer-eins-Hits in Italien | Liste der Nummer-eins-Hits in Italien                           | Liste der Nummer-eins-Hits in Italien | 2024 →                                                                                             |
| \| Zeitraum \| Wo. ges. \| Interpret \| Titel Autor(en) \| Zusätzliche Informationen \| \| (Zeitraum, Wochen auf Platz eins, Interpret, Titel, Autor[en], zusätzliche Informationen) \| \| \| \| \| \| ----------------------------------------------------------------------------------------- \| -------- \| --------------------------------------------------------------- \| ------------------------------------------------------------------------------------------------------------------------------------------------------- \| -------------------------------------------------------------------------------------------------- \| \| 30. Dezember 2022 – 5. Januar 2023 1 Woche (insgesamt 8) \| 8 \| Bizarrap feat. Quevedo \| Quevedo: Bzrp Music Sessions, Vol. 52 Santiago Pablo Exequiel Alvarado, Francisco Zecca, Pedro Luis Dominguez Quevedo, Gonzalo Julián Conde \| – \| \| 6. Januar 2023 – 12. Januar 2023 1 Woche \| 1 \| Geolier feat. Sfera Ebbasta \| X caso Carlo Pizzocaro, Davide Covino, Davide Totaro, Emanuele Palumbo, Francesco Ravesi, Gionata Boschetti \| – \| \| 13. Januar 2023 – 19. Januar 2023 1 Woche \| 1 \| Guè feat. Anna & Sfera Ebbasta \| Cookies n’ Cream Anna Pepe, Cosimo Fini, Davide Bassi, Gionata Boschetti \| – \| \| 20. Januar 2023 – 26. Januar 2023 1 Woche \| 1 \| Bizarrap feat. Shakira \| Shakira: Bzrp Music Sessions, Vol. 53 Gonzalo Julián Conde, Kevyn Mauricio Cruz Moreno, Santiago Pablo Exequiel Alvarado, Shakira Isabel Mebarak Ripoll \| – \| \| 27. Januar 2023 – 2. Februar 2023 1 Woche \| 1 \| Bresh & Shune \| Guasto d’amore Andrea Emanuele Brasi \| – \| \| 3. Februar 2023 – 9. Februar 2023 1 Woche \| 1 \| Marco Mengoni \| Due vite Davide Petrella, Davide Simonetta, Marco Mengoni \| Das Siegerlied des Sanremo-Festivals 2023 erreichte noch vor dem Finale die Spitze der Charts. \| \| 10. Februar 2023 – 6. April 2023 8 Wochen \| 8 \| Lazza \| Cenere Jacopo Lazzarini, Davide Petrella, Dario Faini \| Nach dem Finale des Sanremo-Festivals setzte sich das zweitplatzierte Lied gegen den Sieger durch. \| \| 7. April 2023 – 13. April 2023 1 Woche \| 1 \| Geolier feat. Marracash \| Il male che mi fai Emanuele Palumbo, Fabio Bartolo Rizzo, Davide Totaro \| – \| \| 14. April 2023 – 18. Mai 2023 5 Wochen \| 5 \| Blanco mit Mina \| Un briciolo di allegria Riccardo Fabbriconi, Michele Zocca \| – \| \| 19. Mai 2023 – 25. Mai 2023 1 Woche \| 1 \| Emis Killa feat. Sfera Ebbasta \| On Fire (Paid in Full) Emiliano Rudolf Giambelli, Gionata Boschetti, Billal Diane Nassim \| – \| \| 26. Mai 2023 – 1. Juni 2023 1 Woche \| 1 \| Annalisa \| Mon amour Stefano Tognini, Paolo Antonacci, Davide Simonetta, Annalisa Scarrone \| – \| \| 2. Juni 2023 – 22. Juni 2023 3 Wochen \| 3 \| Tedua feat. Sfera Ebbasta \| Hoe Ghali Amdouni, Gionata Boschetti, Luca Di Blasi, Luca Ghiazzi, Mario Molinari, Paolo Alberto Monachetti \| – \| \| 23. Juni 2023 – 6. Juli 2023 2 Wochen \| 2 \| Drillionaire, Lazza & Blanco feat. Sfera Ebbasta & Michelangelo \| Bon ton Gionata Boschetti, Riccardo Fabbriconi, Jacopo Lazzarini, Edwyn Roberts, Diego Vincenzo Vettraino, Michele Zocca \| – \| \| 7. Juli 2023 – 14. September 2023 10 Wochen (insgesamt 11) \| 11 \| The Kolors \| Italodisco Antonio Fiordispino, Alessandro Fiordispino, Davide Petrella, Simone Capurro \| – \| \| 15. September 2023 – 21. September 2023 1 Woche \| 1 \| Shiva \| Syrup Andrea Arrigoni, Seventeens, Amritvir Singh, Zazu \| – \| \| 22. September 2023 – 28. September 2023 1 Woche (insgesamt 11) \| 11 \| The Kolors \| Italodisco Antonio Fiordispino, Alessandro Fiordispino, Davide Petrella, Simone Capurro \| – \| \| 29. September 2023 – 5. Oktober 2023 1 Woche \| 1 \| Bresh feat. Pinguini Tattici Nucleari \| Nightmares Andrea Brasi, Riccardo Zanotti, Enrico Brun \| – \| \| 6. Oktober 2023 – 12. Oktober 2023 1 Woche \| 1 \| Boro feat. Artie 5ive (prod. Andry the Hitmaker) \| Cadillac Ivan Arturo Barioli, Andrea Moroni, Federico Orecchia \| – \| \| 13. Oktober 2023 – 16. November 2023 5 Wochen (insgesamt 6) \| 6 \| Takagi & Ketra feat. Shiva, Anna & Geolier \| Everyday Andrea Arrigoni, Fabio Clemente, Alessandro Merli, Emanuele Palumbo, Anna Pepe, Alberto Cotta Ramusino \| – \| \| 17. November 2023 – 30. November 2023 2 Wochen \| 2 \| Sfera Ebbasta \| 15 Piani Gionata Boschetti, Alessio Buongiorno, Paolo Alberto Monachetti, Fabio Bartolo Rizzo, Diego Vincenzo Vettraino \| – \| \| 1. Dezember 2023 – 21. Dezember 2023 3 Wochen (insgesamt 4) \| 4 \| Massimo Pericolo feat. Emis Killa \| Moneylove Alessandro Raina, Alessandro Vanetti, Emiliano Rudolf Giambelli, Federica Abbate, Nicolas Di Benedetto \| – \| \| 22. Dezember 2023 – 28. Dezember 2023 1 Woche (insgesamt 7) \| 7 \| Mariah Carey \| All I Want for Christmas Is You Walter Afanasieff, Mariah Carey \| – \| \| 29. Dezember 2023 – 4. Januar 2024 1 Woche (insgesamt 4) \| 4 \| Massimo Pericolo feat. Emis Killa \| Moneylove Alessandro Raina, Alessandro Vanetti, Emiliano Rudolf Giambelli, Federica Abbate, Nicolas Di Benedetto \| – \| |                                       |                                                                 | | |
| ← 2022 |                                       |                                                                 | | → 2024 →                                                                                           |
| Zeitraum | Wo. ges.                              | Interpret                                                       | Titel Autor(en) | Zusätzliche Informationen                                                                          |
| (Zeitraum, Wochen auf Platz eins, Interpret, Titel, Autor[en], zusätzliche Informationen) |                                       |                                                                 | | |
| 30. Dezember 2022 – 5. Januar 2023 1 Woche (insgesamt 8) | 8                                     | Bizarrap feat. Quevedo                                          | Quevedo: Bzrp Music Sessions, Vol. 52 Santiago Pablo Exequiel Alvarado, Francisco Zecca, Pedro Luis Dominguez Quevedo, Gonzalo Julián Conde             | –                                                                                                  |
| 6. Januar 2023 – 12. Januar 2023 1 Woche | 1                                     | Geolier feat. Sfera Ebbasta                                     | X caso Carlo Pizzocaro, Davide Covino, Davide Totaro, Emanuele Palumbo, Francesco Ravesi, Gionata Boschetti                                             | –                                                                                                  |
| 13. Januar 2023 – 19. Januar 2023 1 Woche | 1                                     | Guè feat. Anna & Sfera Ebbasta                                  | Cookies n’ Cream Anna Pepe, Cosimo Fini, Davide Bassi, Gionata Boschetti                                                                                | –                                                                                                  |
| 20. Januar 2023 – 26. Januar 2023 1 Woche | 1                                     | Bizarrap feat. Shakira                                          | Shakira: Bzrp Music Sessions, Vol. 53 Gonzalo Julián Conde, Kevyn Mauricio Cruz Moreno, Santiago Pablo Exequiel Alvarado, Shakira Isabel Mebarak Ripoll | –                                                                                                  |
| 27. Januar 2023 – 2. Februar 2023 1 Woche | 1                                     | Bresh & Shune                                                   | Guasto d’amore Andrea Emanuele Brasi | –                                                                                                  |
| 3. Februar 2023 – 9. Februar 2023 1 Woche | 1                                     | Marco Mengoni                                                   | Due vite Davide Petrella, Davide Simonetta, Marco Mengoni                                                                                               | Das Siegerlied des Sanremo-Festivals 2023 erreichte noch vor dem Finale die Spitze der Charts.     |
| 10. Februar 2023 – 6. April 2023 8 Wochen | 8                                     | Lazza                                                           | Cenere Jacopo Lazzarini, Davide Petrella, Dario Faini                                                                                                   | Nach dem Finale des Sanremo-Festivals setzte sich das zweitplatzierte Lied gegen den Sieger durch. |
| 7. April 2023 – 13. April 2023 1 Woche | 1                                     | Geolier feat. Marracash                                         | Il male che mi fai Emanuele Palumbo, Fabio Bartolo Rizzo, Davide Totaro                                                                                 | –                                                                                                  |
| 14. April 2023 – 18. Mai 2023 5 Wochen | 5                                     | Blanco mit Mina                                                 | Un briciolo di allegria Riccardo Fabbriconi, Michele Zocca                                                                                              | –                                                                                                  |
| 19. Mai 2023 – 25. Mai 2023 1 Woche | 1                                     | Emis Killa feat. Sfera Ebbasta                                  | On Fire (Paid in Full) Emiliano Rudolf Giambelli, Gionata Boschetti, Billal Diane Nassim                                                                | –                                                                                                  |
| 26. Mai 2023 – 1. Juni 2023 1 Woche | 1                                     | Annalisa                                                        | Mon amour Stefano Tognini, Paolo Antonacci, Davide Simonetta, Annalisa Scarrone                                                                         | –                                                                                                  |
| 2. Juni 2023 – 22. Juni 2023 3 Wochen | 3                                     | Tedua feat. Sfera Ebbasta                                       | Hoe Ghali Amdouni, Gionata Boschetti, Luca Di Blasi, Luca Ghiazzi, Mario Molinari, Paolo Alberto Monachetti                                             | –                                                                                                  |
| 23. Juni 2023 – 6. Juli 2023 2 Wochen | 2                                     | Drillionaire, Lazza & Blanco feat. Sfera Ebbasta & Michelangelo | Bon ton Gionata Boschetti, Riccardo Fabbriconi, Jacopo Lazzarini, Edwyn Roberts, Diego Vincenzo Vettraino, Michele Zocca                                | –                                                                                                  |
| 7. Juli 2023 – 14. September 2023 10 Wochen (insgesamt 11) | 11                                    | The Kolors                                                      | Italodisco Antonio Fiordispino, Alessandro Fiordispino, Davide Petrella, Simone Capurro                                                                 | –                                                                                                  |
| 15. September 2023 – 21. September 2023 1 Woche | 1                                     | Shiva                                                           | Syrup Andrea Arrigoni, Seventeens, Amritvir Singh, Zazu                                                                                                 | –                                                                                                  |
| 22. September 2023 – 28. September 2023 1 Woche (insgesamt 11) | 11                                    | The Kolors                                                      | Italodisco Antonio Fiordispino, Alessandro Fiordispino, Davide Petrella, Simone Capurro                                                                 | –                                                                                                  |
| 29. September 2023 – 5. Oktober 2023 1 Woche | 1                                     | Bresh feat. Pinguini Tattici Nucleari                           | Nightmares Andrea Brasi, Riccardo Zanotti, Enrico Brun                                                                                                  | –                                                                                                  |
| 6. Oktober 2023 – 12. Oktober 2023 1 Woche | 1                                     | Boro feat. Artie 5ive (prod. Andry the Hitmaker)                | Cadillac Ivan Arturo Barioli, Andrea Moroni, Federico Orecchia                                                                                          | –                                                                                                  |
| 13. Oktober 2023 – 16. November 2023 5 Wochen (insgesamt 6) | 6                                     | Takagi & Ketra feat. Shiva, Anna & Geolier                      | Everyday Andrea Arrigoni, Fabio Clemente, Alessandro Merli, Emanuele Palumbo, Anna Pepe, Alberto Cotta Ramusino                                         | –                                                                                                  |
| 17. November 2023 – 30. November 2023 2 Wochen | 2                                     | Sfera Ebbasta                                                   | 15 Piani Gionata Boschetti, Alessio Buongiorno, Paolo Alberto Monachetti, Fabio Bartolo Rizzo, Diego Vincenzo Vettraino                                 | –                                                                                                  |
| 1. Dezember 2023 – 21. Dezember 2023 3 Wochen (insgesamt 4) | 4                                     | Massimo Pericolo feat. Emis Killa                               | Moneylove Alessandro Raina, Alessandro Vanetti, Emiliano Rudolf Giambelli, Federica Abbate, Nicolas Di Benedetto                                        | –                                                                                                  |
| 22. Dezember 2023 – 28. Dezember 2023 1 Woche (insgesamt 7) | 7                                     | Mariah Carey                                                    | All I Want for Christmas Is You Walter Afanasieff, Mariah Carey                                                                                         | –                                                                                                  |
| 29. Dezember 2023 – 4. Januar 2024 1 Woche (insgesamt 4) | 4                                     | Massimo Pericolo feat. Emis Killa                               | Moneylove Alessandro Raina, Alessandro Vanetti, Emiliano Rudolf Giambelli, Federica Abbate, Nicolas Di Benedetto                                        | –                                                                                                  |

## Alben
| ← 2022 ← | Liste der Nummer-eins-Alben in Italien | Liste der Nummer-eins-Alben in Italien | Liste der Nummer-eins-Alben in Italien    | 2024 →                    |
| \| Zeitraum \| Wo. ges. \| Interpret \| Titel \| Zusätzliche Informationen \| \| (Zeitraum, Wochen auf Platz eins, Interpret, Titel, zusätzliche Informationen) \| \| \| \| \| \| ------------------------------------------------------------------------------ \| -------- \| -------------------- \| ----------------------------------------- \| ------------------------- \| \| 30. Dezember 2022 – 5. Januar 2023 1 Woche (insgesamt 2) \| 2 \| Shiva \| Milano Demons \| – \| \| 6. Januar 2023 – 12. Januar 2023 1 Woche (insgesamt 6) \| 6 \| Geolier \| Il coraggio dei bambini \| – \| \| 13. Januar 2023 – 19. Januar 2023 1 Woche (insgesamt 2) \| 2 \| Guè \| Madreperla \| – \| \| 20. Januar 2023 – 26. Januar 2023 1 Woche \| 1 \| Måneskin \| Rush! \| – \| \| 27. Januar 2023 – 2. Februar 2023 1 Woche (insgesamt 2) \| 2 \| Guè \| Madreperla \| – \| \| 3. Februar 2023 – 16. Februar 2023 2 Wochen (insgesamt 21) \| 21 \| Lazza \| Sirio \| – \| \| 17. Februar 2023 – 9. März 2023 3 Wochen \| 3 \| Ultimo \| Alba \| – \| \| 10. März 2023 – 16. März 2023 1 Woche (insgesamt 21) \| 21 \| Lazza \| Sirio \| – \| \| 17. März 2023 – 23. März 2023 1 Woche \| 1 \| U2 \| Songs of Surrender \| – \| \| 24. März 2023 – 30. März 2023 1 Woche \| 1 \| Depeche Mode \| Memento Mori \| – \| \| 31. März 2023 – 6. April 2023 1 Woche \| 1 \| Madame \| L’amore \| – \| \| 7. April 2023 – 13. April 2023 1 Woche (insgesamt 6) \| 6 \| Geolier \| Il coraggio dei bambini \| – \| \| 14. April 2023 – 20. April 2023 1 Woche \| 1 \| Blanco \| Innamorato \| – \| \| 21. April 2023 – 18. Mai 2023 4 Wochen (insgesamt 6) \| 6 \| Geolier \| Il coraggio dei bambini \| – \| \| 19. Mai 2023 – 25. Mai 2023 1 Woche \| 1 \| Emis Killa \| Effetto notte \| – \| \| 26. Mai 2023 – 1. Juni 2023 1 Woche \| 1 \| Marco Mengoni \| Materia (prisma) \| – \| \| 2. Juni 2023 – 27. Juli 2023 8 Wochen (insgesamt 13) \| 13 \| Tedua \| La Divina Commedia \| – \| \| 28. Juli 2023 – 10. August 2023 2 Wochen \| 2 \| Travis Scott \| Utopia \| – \| \| 11. August 2023 – 7. September 2023 4 Wochen (insgesamt 13) \| 13 \| Tedua \| La Divina Commedia \| – \| \| 8. September 2023 – 14. September 2023 1 Woche \| 1 \| Coez & Frah Quintale \| Lovebars \| – \| \| 15. September 2023 – 21. September 2023 1 Woche \| 1 \| Il Tre \| Invisibili \| – \| \| 22. September 2023 – 28. September 2023 1 Woche \| 1 \| Ligabue \| Dedicato a noi \| – \| \| 29. September 2023 – 5. Oktober 2023 1 Woche \| 1 \| Annalisa \| E poi siamo finiti nel vortice \| – \| \| 6. Oktober 2023 – 12. Oktober 2023 1 Woche \| 1 \| Drake \| For All the Dogs \| – \| \| 13. Oktober 2023 – 19. Oktober 2023 1 Woche \| 1 \| Emma \| Souvenir \| – \| \| 20. Oktober 2023 – 26. Oktober 2023 1 Woche \| 1 \| Calcutta \| Relax \| – \| \| 27. Oktober 2023 – 2. November 2023 1 Woche \| 1 \| Taylor Swift \| 1989 (Taylor’s Version) \| – \| \| 3. November 2023 – 16. November 2023 2 Wochen \| 2 \| Salmo & Noyz Narcos \| Cvlt \| – \| \| 17. November 2023 – 30. November 2023 2 Wochen (insgesamt 6) \| 6 \| Sfera Ebbasta \| X2VR \| – \| \| 1. Dezember 2023 – 7. Dezember 2023 1 Woche \| 1 \| Massimo Pericolo \| Le cose cambiano \| – \| \| 8. Dezember 2023 – 14. Dezember 2023 1 Woche (insgesamt 6) \| 6 \| Sfera Ebbasta \| X2VR \| – \| \| 15. Dezember 2023 – 21. Dezember 2023 1 Woche \| 1 \| Gemitaiz \| QVC 10 – Quello che vi consiglio, Vol. 10 \| – \| \| 22. Dezember 2023 – 4. Januar 2024 2 Wochen (insgesamt 6) \| 6 \| Sfera Ebbasta \| X2VR \| – \| |                                        |                                        |                                           |                           |
| ← 2022 |                                        |                                        |                                           | → 2024 →                  |
| Zeitraum | Wo. ges.                               | Interpret                              | Titel                                     | Zusätzliche Informationen |
| (Zeitraum, Wochen auf Platz eins, Interpret, Titel, zusätzliche Informationen) |                                        |                                        |                                           |                           |
| 30. Dezember 2022 – 5. Januar 2023 1 Woche (insgesamt 2) | 2                                      | Shiva                                  | Milano Demons                             | –                         |
| 6. Januar 2023 – 12. Januar 2023 1 Woche (insgesamt 6) | 6                                      | Geolier                                | Il coraggio dei bambini                   | –                         |
| 13. Januar 2023 – 19. Januar 2023 1 Woche (insgesamt 2) | 2                                      | Guè                                    | Madreperla                                | –                         |
| 20. Januar 2023 – 26. Januar 2023 1 Woche | 1                                      | Måneskin                               | Rush!                                     | –                         |
| 27. Januar 2023 – 2. Februar 2023 1 Woche (insgesamt 2) | 2                                      | Guè                                    | Madreperla                                | –                         |
| 3. Februar 2023 – 16. Februar 2023 2 Wochen (insgesamt 21) | 21                                     | Lazza                                  | Sirio                                     | –                         |
| 17. Februar 2023 – 9. März 2023 3 Wochen | 3                                      | Ultimo                                 | Alba                                      | –                         |
| 10. März 2023 – 16. März 2023 1 Woche (insgesamt 21) | 21                                     | Lazza                                  | Sirio                                     | –                         |
| 17. März 2023 – 23. März 2023 1 Woche | 1                                      | U2                                     | Songs of Surrender                        | –                         |
| 24. März 2023 – 30. März 2023 1 Woche | 1                                      | Depeche Mode                           | Memento Mori                              | –                         |
| 31. März 2023 – 6. April 2023 1 Woche | 1                                      | Madame                                 | L’amore                                   | –                         |
| 7. April 2023 – 13. April 2023 1 Woche (insgesamt 6) | 6                                      | Geolier                                | Il coraggio dei bambini                   | –                         |
| 14. April 2023 – 20. April 2023 1 Woche | 1                                      | Blanco                                 | Innamorato                                | –                         |
| 21. April 2023 – 18. Mai 2023 4 Wochen (insgesamt 6) | 6                                      | Geolier                                | Il coraggio dei bambini                   | –                         |
| 19. Mai 2023 – 25. Mai 2023 1 Woche | 1                                      | Emis Killa                             | Effetto notte                             | –                         |
| 26. Mai 2023 – 1. Juni 2023 1 Woche | 1                                      | Marco Mengoni                          | Materia (prisma)                          | –                         |
| 2. Juni 2023 – 27. Juli 2023 8 Wochen (insgesamt 13) | 13                                     | Tedua                                  | La Divina Commedia                        | –                         |
| 28. Juli 2023 – 10. August 2023 2 Wochen | 2                                      | Travis Scott                           | Utopia                                    | –                         |
| 11. August 2023 – 7. September 2023 4 Wochen (insgesamt 13) | 13                                     | Tedua                                  | La Divina Commedia                        | –                         |
| 8. September 2023 – 14. September 2023 1 Woche | 1                                      | Coez & Frah Quintale                   | Lovebars                                  | –                         |
| 15. September 2023 – 21. September 2023 1 Woche | 1                                      | Il Tre                                 | Invisibili                                | –                         |
| 22. September 2023 – 28. September 2023 1 Woche | 1                                      | Ligabue                                | Dedicato a noi                            | –                         |
| 29. September 2023 – 5. Oktober 2023 1 Woche | 1                                      | Annalisa                               | E poi siamo finiti nel vortice            | –                         |
| 6. Oktober 2023 – 12. Oktober 2023 1 Woche | 1                                      | Drake                                  | For All the Dogs                          | –                         |
| 13. Oktober 2023 – 19. Oktober 2023 1 Woche | 1                                      | Emma                                   | Souvenir                                  | –                         |
| 20. Oktober 2023 – 26. Oktober 2023 1 Woche | 1                                      | Calcutta                               | Relax                                     | –                         |
| 27. Oktober 2023 – 2. November 2023 1 Woche | 1                                      | Taylor Swift                           | 1989 (Taylor’s Version)                   | –                         |
| 3. November 2023 – 16. November 2023 2 Wochen | 2                                      | Salmo & Noyz Narcos                    | Cvlt                                      | –                         |
| 17. November 2023 – 30. November 2023 2 Wochen (insgesamt 6) | 6                                      | Sfera Ebbasta                          | X2VR                                      | –                         |
| 1. Dezember 2023 – 7. Dezember 2023 1 Woche | 1                                      | Massimo Pericolo                       | Le cose cambiano                          | –                         |
| 8. Dezember 2023 – 14. Dezember 2023 1 Woche (insgesamt 6) | 6                                      | Sfera Ebbasta                          | X2VR                                      | –                         |
| 15. Dezember 2023 – 21. Dezember 2023 1 Woche | 1                                      | Gemitaiz                               | QVC 10 – Quello che vi consiglio, Vol. 10 | –                         |
| 22. Dezember 2023 – 4. Januar 2024 2 Wochen (insgesamt 6) | 6                                      | Sfera Ebbasta                          | X2VR                                      | –                         |

## Jahreshitparaden
Die Jahrescharts 2023 decken den Zeitraum vom 30. Dezember 2022 bis zum 28. Dezember 2023 ab.
Erneut schafften es ausschließlich italienische Singles und Alben in die Top 10 der Jahreswertung. Der erfolgreichste Interpret war Lazza (Platz eins der Singles und Platz zwei der Alben). Vier Lieder aus dem Sanremo-Festival 2023 schafften es in die Top fünf der Single-Jahreswertung. Fünf der Top-10-Singles hatten zuvor auch die Spitze der Wochencharts erreicht, ebenso wie neun der Top-10-Alben (davon eines bereits 2022).

| ← 2022 ← | Liste der Jahres-Nummer-eins-Hits in Italien | Liste der Jahres-Nummer-eins-Hits in Italien    | Liste der Jahres-Nummer-eins-Hits in Italien | 2024 →   |
| \| Singles \| Position# \| Alben \| \| ----------------------------------------------------------------------------------------------------------------------------------------------------------------------------------- \| --------- \| ----------------------------------------------- \| \| Cenere Lazza Jacopo Lazzarini, Davide Petrella, Dario Faini \| 1 \| Il coraggio dei bambini – Atto II Geolier \| \| Due vite Marco Mengoni Davide Petrella, Davide Simonetta, Marco Mengoni \| 2 \| Sirio Lazza \| \| Supereroi Mr. Rain Mr. Rain, Lorenzo Vizzini, Federica Abbate \| 3 \| La Divina Commedia (Tour Edition Inferno) Tedua \| \| Gelosa Finesse feat. Shiva, Sfera Ebbasta & Guè Akon, Dieter Kranenburg, Edgar Robin Albers, Giorgio Tuinfort, Jorrit J. ter Braak, Michael A M Michel Rozenbroek, Maurice Huismans \| 4 \| Fake News Pinguini Tattici Nucleari \| \| Tango Tananai Paolo Antonacci, Davide Simonetta, Tananai, Alessandra Raina \| 5 \| Materia (Prisma) Marco Mengoni \| \| Vetri neri Ava, Anna & Capo Plaza Francesco Avallone, Anna Pepe, Andrei Nemirschi, Vasile Marcel Prodan, Luca D’Orso \| 6 \| X2VR Sfera Ebbasta \| \| Mon amour Annalisa Stefano Tognini, Paolo Antonacci, Davide Simonetta, Annalisa Scarrone \| 7 \| Milano Demons Shiva \| \| Italodisco The Kolors Antonio Fiordispino, Alessandro Fiordispino, Davide Petrella, Simone Capurro \| 8 \| Rave, Eclissi Tananai \| \| Quevedo: Bzrp Music Sessions, Vol. 52 Bizarrap feat. Quevedo Santiago Pablo Exequiel Alvarado, Francisco Zecca, Pedro Luis Dominguez Quevedo, Gonzalo Julián Conde \| 9 \| Madreperla Guè \| \| Come vuoi Geolier Emanuele Palumbo, Davide Totaro \| 10 \| Alba Ultimo \| |                                              |                                                 |                                              |          |
| ← 2022 |                                              |                                                 |                                              | → 2024 → |
| Singles | Position#                                    | Alben                                           |                                              |          |
| Cenere Lazza Jacopo Lazzarini, Davide Petrella, Dario Faini | 1                                            | Il coraggio dei bambini – Atto II Geolier       |                                              |          |
| Due vite Marco Mengoni Davide Petrella, Davide Simonetta, Marco Mengoni | 2                                            | Sirio Lazza                                     |                                              |          |
| Supereroi Mr. Rain Mr. Rain, Lorenzo Vizzini, Federica Abbate | 3                                            | La Divina Commedia (Tour Edition Inferno) Tedua |                                              |          |
| Gelosa Finesse feat. Shiva, Sfera Ebbasta & Guè Akon, Dieter Kranenburg, Edgar Robin Albers, Giorgio Tuinfort, Jorrit J. ter Braak, Michael A M Michel Rozenbroek, Maurice Huismans | 4                                            | Fake News Pinguini Tattici Nucleari             |                                              |          |
| Tango Tananai Paolo Antonacci, Davide Simonetta, Tananai, Alessandra Raina | 5                                            | Materia (Prisma) Marco Mengoni                  |                                              |          |
| Vetri neri Ava, Anna & Capo Plaza Francesco Avallone, Anna Pepe, Andrei Nemirschi, Vasile Marcel Prodan, Luca D’Orso | 6                                            | X2VR Sfera Ebbasta                              |                                              |          |
| Mon amour Annalisa Stefano Tognini, Paolo Antonacci, Davide Simonetta, Annalisa Scarrone | 7                                            | Milano Demons Shiva                             |                                              |          |
| Italodisco The Kolors Antonio Fiordispino, Alessandro Fiordispino, Davide Petrella, Simone Capurro | 8                                            | Rave, Eclissi Tananai                           |                                              |          |
| Quevedo: Bzrp Music Sessions, Vol. 52 Bizarrap feat. Quevedo Santiago Pablo Exequiel Alvarado, Francisco Zecca, Pedro Luis Dominguez Quevedo, Gonzalo Julián Conde | 9                                            | Madreperla Guè                                  |                                              |          |
| Come vuoi Geolier Emanuele Palumbo, Davide Totaro | 10                                           | Alba Ultimo                                     |                                              |          |

## Belege
1. ↑  Top of the Music FIMI/GfK 2023: Continua il successo della musica italiana. FIMI, abgerufen am 6. Januar 2024 (italienisch).

Siehe auch: Nummer-eins-Hits 2023 in Argentinien,  Australien, Belgien, Brasilien, Bulgarien, Dänemark, Deutschland, Finnland, Frankreich, Griechenland, Indien, Irland, Japan, Kanada, Kolumbien, Kroatien, Malaysia, Mexiko, Neuseeland, den Niederlanden, Norwegen, Österreich, Polen, Portugal, Rumänien, Schweden, der Schweiz, Singapur, Slowakei, Spanien, Südafrika, Südkorea, Tschechien, Ungarn, den Vereinigten Staaten und im Vereinigten Königreich.